# Francisco Marín
Francisco Herrada Marín (* 30. März 1920 in Barcelona; † 17. Dezember 1983 ebenda) war ein spanischer Kameramann.

## Leben
Francisco Herrada Marín begann seine berufliche Laufbahn bereits im Alter von zwölf Jahren. Seine erste Tätigkeit war die eines Lehrlings beim Tischler der 'Estudios Orphea'. Zu seinem späteren Beruf fand er als Kameratechniker, unter den Kameraveteranen José Gaspar und Ramón de Baños diente er als Assistent. In den 1950er Jahren arbeitete Marín vor allem in Mexiko, wo er als einfacher Kameramann Dokumentationen herstellte.
Zurück in Spanien, ließ man Francisco Marín ab 1960 eigenständig Filme fotografieren. Der Katalane stand nahezu ausschließlich bei anspruchsarmer Massenunterhaltung für ein breites Publikum hinter der Kamera. Marín fotografierte vor allem sogenannte Paella- und Italo-Western, aber auch Sandalen- und Abenteuerfilme, Agententhriller und Historienepen von eher minderer Qualität. Als Ausnahme davon kann Francisco Rovira Beletas Film El amor brujo (1967) angesehen werden, welcher 1968 für den Oscar als bester fremdsprachiger Film nominiert wurde. Viele seiner Arbeiten, darunter zwei Nebenwerke der deutschen Karl-May-Filmreihe 1965, entstanden in internationaler Koproduktion und nutzten die spanischen Außendrehorte als eindrucksvolle Kulisse. Einige dieser Streifen, darunter zwei Ringo-Filme, Tepepa und Auch die Engel essen Bohnen, erfreuten sich beim Publikum großer Beliebtheit.
Maríns Karriere endete Mitte der 1970er Jahre mit drei der schlechtesten Produktionen des spanischen Films in diesem Jahrzehnt.

## Filmografie
- 1960: Sentencia contra una mujer
- 1961: Los cuervos
- 1961: Tierra de todos
- 1962: Palmer ha muerto
- 1962: Das Schwert des Cid (Las hijas del Cid)
- 1963: La revoltosa
- 1963: Sfida al re di Castiglia
- 1963: Piso de solteros
- 1964: Die siegreichen Zehn (Il trionfo dei dieci gladiatori)
- 1964: Die hundert Ritter (I cento cavalieri)
- 1965: Durchs wilde Kurdistan
- 1965: Im Reiche des silbernen Löwen
- 1965: Eine Pistole für Ringo (Una pistola per Ringo)
- 1965: Ringo kommt zurück (Il ritorno di Ringo)
- 1965: Der Mann aus Texas (The Texican)
- 1965: Vergeltung in Catano (Tierra de fuego)
- 1966: Das rote Phantom schlägt zu (Superargo, el hombre enmascarado)
- 1967: El amor brujo
- 1967: Der lange Tag der Rache (I lunghi giorni della vendetta)
- 1967: Shamango (Gentleman Jo… uccidi)
- 1967: Ein Stoßgebet für drei Kanonen (Professionisti per un massacro)
- 1968: Django spricht kein Vaterunser (Quel caldo maledetto giorno di fuoco)
- 1968: Tepepa (Teoeoa)
- 1968: Zweimal Judas (Due volte Giuda)
- 1969: La larga agonia de los peces fuera del agua
- 1970: Lejos de árboles
- 1970: Aoom
- 1972: Auch die Engel essen Bohnen (Anche gli angeli mangiano fagioli)
- 1973: S.O.S – der Käpt’n spinnt (Pasquale cammarata capitano di fregata)
- 1975: El precio del aborto
- 1976: El hombre perseguido por un ovni